# サン・マルティーノ・ディ・フィニータ
サン・マルティーノ・ディ・フィニータ（イタリア語: San Martino di Finita）は、イタリア共和国カラブリア州コゼンツァ県にある、人口約1,000人の基礎自治体（コムーネ）。

## 地理

### 位置・広がり

#### 隣接コムーネ
隣接するコムーネは以下の通り。
- チェルツェート
- ラッターリコ
- ロータ・グレーカ
- トラーノ・カステッロ